# マリオ・ダ・グラサ・マシュンゴ
マリオ・ダ・グラサ・マシュンゴ（Mário Fernandes da Graça Machungo、1940年12月1日 - 2020年2月17日）は、モザンビークの政治家。
1984年から1986年まで企画大臣を務め、1986年7月17日から1994年12月16日まで同国の首相に就任した。そのほか、BIM Banco Internacional de Moçambique SAで取締役会長と社長を務め、2020年２月17日、79歳で死去した。